# ماریا آیزنر
ماریا آیزنر (ایتالیایی: Maria Eisner; ‏ ۸ فوریهٔ ۱۹۰۹ – ۸ مارس ۱۹۹۱) عکاس اهل ایتالیا بود. او در سال ۱۹۴۷ از بنیان گذاران مگنوم فوتوز بود.